# La lengua de los valencianos
La llengua dels valencians es una obra del filólogo valenciano Manuel Sanchis Guarner sobre la historia y el papel social de la lengua valenciana en la Comunidad Valenciana. Fue publicada en 1933, dentro de la serie "Quaderns d'Orientació Valencianista", de la Colección L'Estel. 
El libro es una especie de introducción al conocimiento del valenciano, su historia y las obligaciones morales de los valencianos hacia el que es el signo más característico de su personalidad, desmontando los tópicos negativos sobre la lengua para aclarar el origen y la filiación. Desde el punto de vista filológico es una obra muy importante y todavía vigente hoy en día, porque es el primer libro científico hecho desde los criterios de la filología románica, con mucha erudición, muchos datos documentales, y que marcó las bases para estudios posteriores.
La obra fue encomendada a Manuel Sanchis Guarner por Adolf Pizcueta, director de la Colección L'Estel. Pizcueta le pidió la redacción de un libro que tratara sobre aspectos básicos, pero esenciales, sobre la lengua de los valencianos desde el punto de vista más objetivo posible. Sanchis Guarner intentó mantener una posición ecléctica, sin tomar una postura clara y definida sobre varios aspectos de la lengua como eran el nombre, el origen o las relaciones con las otras variedades de la lengua. En este sentido, el título de la obra es bastante sintomático de los esfuerzos de Sanchis Guarner para mantenerse en esta posición y, a lo largo de todo el libro siempre utilizó la expresión valenciano o lengua valenciana para referirse a la variante hablada en la Comunidad Valenciana. Seguramente, detrás de este planteamiento estaba el espíritu de consenso que había permitido llegar a las Normas de Castellón unos meses antes y la necesidad existente de difundir esta doctrina ortográfica.